# تناظر (فيزياء)

التناظر في (منطقة بريلون الأولى) في النظام البلوري المكعبي

التناظر في الفيزياء يشير إلى خواص تمتلكها بعض الأنظمة الفيزيائية تجعلها قادرة على العودة إلى حالتها الأصلية بعد إجراء عدة تحويلات في بُعدين أو ثلاث، وهذا يفسر كيف أن تناظر النظام الفيزيائي يعتبر سمة رياضية أو فيزيائية لمعظم الأنظمة (المقيسة أو الضمنية) التي تبقى ثابتة محافظة تحت أي تغير؛ وبالتالي فإن النسبة بين أي كميتين متقابلتين تبقى ثابتة.
ٍٍْْ
التحويل الفيزيائي يمكن أن يكون مستمرا مثل دوران لشكل دائري أو متقطعا مثل الانعكاس لشكل متناظر ثنائي الجوانب، التناظرات المستمرة يمكن أن توصف عن طريق زمر لاي في حين أن التناظرات المتقطعة يتم وصفها عن طريق زمر منتهية (انظر زمرة التماثل).
بشكل عام تخضع التناظرات في الفيزياء لصياغات رياضية ويمكن استغلالها لتبسيط مسائل متعددة.

## التاريخ
أول من كتب عن التشابه العالم الإيطالي غاليلي الذي تحدث عن مقارنة نظامين لا يختلف أحدهما عن الآخر، إلا بوحدات القياس، ولم ينجح في حساب قوى المقاومة على جسم سوى دراسة عامة لقوى المقاومة هي في الوقت ذاته معالجة نظرية ومعالجة تجريبية على نموذج، ثم نقل النتائج إلى الجسم الأصلي نفسه.

## أنواع التشابه الفيزيائي

### التشابه الهندسي
ويعني التشابه في الشكل حين يكون أحد الشكلين مكبرا أو مصغرا عن الشكل الآخر، وتكون النسبة بين أي طول في الشكل الأول إلى الطول المقابل له في الشكل الثاني ثابتة. ويقصد بكلمة المقابل هنا أن الطول يقع في نفس المكان من الشكل وله نفس الشكل. ومن التشابه الهندسي نستنتج أن النسبة بين المساحات تساوي مربع النسبة بين الأطوال والنسبة بين الحجوم تساوي مكعب النسبة بين الاطوال. ومن الجدير بالذكر أن التشابه الهندسي يتضمن أيضا تشابه خشونة السطح.

### التشابه الكينماتي
و يقصد به التشابه في الحركة. وتكون نسبة السرعة في أية نقطة إلى السرعة في النقطة الثانية ثابتة، ويكون كذلك للشكل تشابه هندسي، وكأن إحداهما تكون صورة مكبرة أو مصغرة للأخرى.

### التشابه الديناميكي
ينص مبدأ هذا التشابه على أنه يمكن التعبير عن أبعادِ الكميات الديناميكية، مثل السرعة والتسارع والقوة وغيرها، بأبعادٍ مُشتقَّةٍ من الأبعاد الأساسية للكتلة والطول والزمن. وللحصول على التشابه الديناميكي يجب أن يتوفر شرط وهو التشابه بين القوى المؤثرة في الحالتين. وتتولد أهم هذه القوى بسبب ما يأتي:
- قوى فرق الضغط: إذ تنتج بسبب اختلاف الضغط السكزني على السطح.
- قوى الاحتكاك: وتنتج بسبب اللزوجة، إذ تتولد قوى احتكاك على السطح.

## وصلات خارجية
- موسوعة ستانفورد للفلسفة: التناظر، برادينغ وكاستيلاني. (بالإنجليزية)